# Michihiro Ozawa
Michihiro Ozawa, född 25 december 1932 i Tochigi prefektur, Japan, är en japansk tidigare fotbollsspelare.